# Піснекрадство
«Беларускі фальклор у сучасных запісах. Брэсцкая вобласць»
Г. Цітович, «Анталогія беларускай народнай песні»
Піснекрадство — термін, запроваджений Володимиром Леонюком, на означення різновиду плагіату, що його здійснюють деякі білоруські фольклористи, видаючи зразки української культури за власне білоруські. Передусім термін вживається у контексті перекладу українських народних пісень Берестейщини білоруською мовою із подальшим оголошенням їх частиною білоруської культури. Трапляються також випадки перекладу українських пісень Підляшшя.

## Характер плагіату
Апологетами піснекрадства зарекомендували себе білоруські фольклористи Г. Ширма, Г. Цітович, В. А. Захарова, М. Шавиркін, Ніл Гілевич та інші. До перекладу українських пісень та виставлення їх білоруськими також вдавалися видання «Беларускі фальклор у сучасных запісах. Брэсцкая вобласць» (Мінськ, 1973), «Беларуская народная творчасць» (Москва, 1983), Білоруське радіо (передачі циклу «Вячоркі»), автори видань «Вянок беларускіх песень» та видання «Песні белорусского Полесья».
Зокрема, збірник «Анталогія беларускай народнай песні» Г. Цітовича (Мінськ, 1968, 1975) налічує близько 100 перекладених білоруською мовою українських народних пісень (здебільшого з Берестейщини), збірник «Вянок беларускіх песень» — близько 15. Серед фальсифікатів білоруських перекладачів — пісні Марусі Чурай, пісня «Бодай пану в дворі страшно» (записана 1866 року), пісня «Нащо мені чорні брови», створена на слова Тараса Шевченка.
При публікації тексти пісень перекладають на літературну білоруську орфографію, у них привносять невластиві тамтешнім українським говіркам акання, дзекання, цекання, здійснюються низка редакційних втручань, в окремих випадках навіть вигадуються нові білоруські слова. На думку філологів, такий застарілий підхід різко знижує наукову цінність видань й виглядає щонайменше як анахронізм, а то й взагалі має псевдонауковий характер. Етнонім «Україна» в піснях Берестейщини білоруські перекладачі пишуть з малої літери, ототожнюючи її з поняттям «окраїна». Серед укладачів видань залишається невирішеним питання наявності образу козака в піснях Берестейщини, нехарактерного для власне білоруських. Походження пісень часом намагаються приховати за двозначними коментарями, зауважуючи, що вони виконуються «й українською мовою».
Записи пісень на Поліссі велися ще з XIX століття й неодноразово засвідчували їхню органічну належність до загальноукраїнської культури. З критикою дій білоруських фольклористів та проти привласнення української культури виступали як науковці (М. Толстой, С. Толстая, Р. Кирчів, О. Рибалко, Л. Ященко), так і українські громадські діячі (А. Харитонович, М. Козловський, Г. Мусевич, В. Місіюк). На думку деяких українських діячів (зокрема, Володимира Леонюка, Миколи Козловського), піснекрадство є одним із засобів асиміляції українців Берестейщини. Критичну оцінку явища дав й білоруський письменник Янка Бриль, котрий оцінив їх в площині моралі — як гідні осуду, а в площині культури — як загрозу збіднення і занедбання її власне білоруських складників.

## На Підляшші
Крім пісень Берестейщини, білоруські фольклористи інколи також перекладають білоруською мовою й видають за білоруські українські пісні Підляшшя, наслідком чого стає повна «деформація» окремих пісенних зразків й стирання говіркових особливостей, що дозволяють ідентифікувати фольклорні тексти. Так, професор Григорій Аркушин наводить кумедний випадок, коли переможцем конкурсу виконавців білоруського фольклору на Підляшші стала пісня «Павєй, вєцєр, на Вкраіну». До перекладу українських підляських пісень вдавалися тижневик «Ніва», «Беларуский каляндар», Микола Гайдук («Песні Беласточчыны»). Зразок такої перекладеної веснянки, опублікованої в «Песні Беласточчыны» Миколи Гайдука:
| Оригінал (підляською говіркою української мови) | Переклад Гайдука |
| --- | --- |
| Є в Добриводи грудочок, грудочок Увила Маньочка виночок, виночок. Як увивши заснула, заснула, Приїхав Іванко не чула, не чула. Спи, спи, Маньочка, здорова, здорова, Привизу виночок зу Львова, зу Львова | Е ў Дабрывадзе грудочак, грудочак, Пляля Гандзюлька вяночак, вяночак, А ўючы, заснула, заснула, Прыехаў Валодзя – не чула, не чула. Спі, спі, Гандзюля, здарова, здарова, Прывязу вяночак з Вільбова, з Вільбова |

## Список перекладених пісень

### Берестейщина
| Тарас Шевченко | Переклад Г. Цітовича |
| --- | --- |
| «Думка» («Нащо мені чорні брови…») Нащо мені чорні брови, Нащо карі очі, Нащо літа молодії, Веселі, дівочі? Літа мої молодії Марно пропадають, Очі плачуть, чорні брови Од вітру линяють. Серце в’яне, нудить світом, Як пташка без волі. Нащо ж мені краса моя, Коли нема долі? Тяжко мені сиротою На сім світі жити; Свої люде — як чужії, Ні з ким говорити; Нема кому розпитати, Чого плачуть очі; Нема кому розказати, Чого серце хоче, Чого серце, як голубка, День і ніч воркує; Ніхто його не питає, Не знає, не чує. Чужі люде не спитають — Та й нащо питати? Нехай плаче сиротина, Нехай літа тратить! Плач же, серце, плачте, очі, Поки не заснули, Голосніше, жалібніше, Щоб вітри почули, Щоб понесли буйнесенькі За синєє море Чорнявому зрадливому На лютеє горе! | «Нашто ды мне бровы чорны» Нашто ды мне бровы чорны, Нашто вочы кары? Мае леты маладыя, Як цёмныя хмары. Мае леты маладыя Марне прападаюць, Вочы плачуць, чорны бровы Ад вертру ліняюць. Ой, цяжка мне, сіраціне, Ды на свеце жыці, Свае людзі, як чужыя,— Не з кім гаварыці. Ой, плач, сэрца, плачце, вочы, Як плакалі ўчора,— Няхай плывуць мае слёзы Аж ў сіняе мора. |

Список українських пісень Берестейщини, перекладених білоруською мовою:
| Пісня                                | Початковий запис                  | Перша публікація | Переклад білоруською                                                         | Джерела       |
| ------------------------------------ | --------------------------------- | ---------------- | ---------------------------------------------------------------------------- | ------------- |
| «Бодай пану в дворі страшно»         | І. Котович, с. Косичі             | 1866, СПНТСЗК    | «Хрэстаматыя па беларускай літаратуры», 1946                                 | [ 27 ] [ 1 ]  |
| «Ой, за гаєм, гаєм»                  |                                   |                  |                                                                              | [ 28 ]        |
| «Терниця»                            |                                   |                  | Г. Цітович, І. Назіна, Л. Алексютович                                        | [ 29 ] [ 30 ] |
| «У неділю, неділеньку»               | В. І. Скидан, 1968, с. Ченчиці    |                  | В. І. Скидан                                                                 | [ 31 ]        |
| «А мій милий захворів»               | І. Бичко-Машко, 1911              |                  | Г. Цітович, «Анталогія беларускай народнай песні» (с. 375)                   | [ 32 ]        |
| «А на ріллі»                         |                                   |                  | Г. Ширма, 1928                                                               | [ 3 ]         |
| «Біла чаєчка»                        |                                   |                  |                                                                              | [ 33 ]        |
| «Вечірня зоря»                       |                                   |                  | Г. Цітович                                                                   | [ 34 ]        |
| «В саду травка все зелена»           | 1953, с. Лопатин                  |                  | Г. Цітович                                                                   | [ 35 ]        |
| «Гойда, гойда»                       | Н. Сушкевич, 1970, с. Тишковичі   |                  | Г. Цітович, АБНП (с. 136)                                                    | [ 36 ]        |
| «Джигун»                             |                                   |                  |                                                                              | [ 37 ]        |
| «Дівчинонько, шумить гай»            |                                   |                  | Г. Цітович                                                                   | [ 38 ]        |
| «Дуб до дуба похилився»              |                                   |                  | Г. Ширма, 1951                                                               | [ 39 ]        |
| «Журавель»                           |                                   |                  | Г. Цітович                                                                   | [ 40 ]        |
| «Іще поле не орано»                  | Г. Ширма, 1928, с. Шакуни         |                  |                                                                              | [ 41 ]        |
| «Нагнівалася жінка на мужа»          |                                   |                  | Г. Ширма                                                                     | [ 42 ]        |
| «На нове літо»                       | Г. Ширма, 1928, м. Пружани        |                  |                                                                              | [ 42 ]        |
| «Нащо мені чорні брови»              | пісня на слова Тараса Шевченка    |                  | Г. Цітович                                                                   | [ 10 ]        |
| «Ой зібралася бідна голота»          |                                   |                  | Г. Цітович                                                                   | [ 43 ]        |
| «Ой під гаєм зелененьким»            |                                   |                  | Г. Цітович                                                                   | [ 43 ]        |
| «Ой у полі нивка»                    |                                   |                  | Г. Цітович                                                                   | [ 43 ]        |
| «Ой п'ять, браття, п'ять»            | Г. Ширма, 1928, с. Шакуни         |                  | Г. Ширма                                                                     | [ 43 ]        |
| «Ой ти хмелю, хмелю»                 |                                   |                  | Г. Цітович                                                                   | [ 43 ]        |
| «Ой у лісі гриби зародили»           |                                   |                  | Г. Цітович                                                                   | [ 43 ]        |
| «Ой у полі дуб, Дуб»                 | Г. Ширма, 1934, с. Янино          |                  | Г. Ширма                                                                     | [ 43 ]        |
| «Ой у саді калина»                   | І. Бичко-Машко, с. Калюга-Комарне |                  | Г. Цітович                                                                   | [ 43 ]        |
| «Ой чумаче, чумаче»                  | Г. Ширма, 1929, с. Шакуни         |                  |                                                                              | [ 44 ]        |
| «Посію я руту»                       | І. Бичко-Машко, с. Калюга-Комарне |                  | Г. Цітович                                                                   | [ 45 ]        |
| «Посіяла огірочки»                   |                                   |                  | Г. Цітович                                                                   | [ 45 ]        |
| «Там коло млина»                     |                                   |                  | Г. Ширма                                                                     | [ 46 ]        |
| «Ти, дубе зелененький»               |                                   |                  | Г. Ширма                                                                     | [ 30 ]        |
| «Ходить кіт по сіножаті»             | Н. Сушкевич, 1970, с. Тишковичі   |                  | Г. Цітович                                                                   | [ 47 ]        |
| «Червона калинонька»                 | Г. Ширма, 1928, с. Шакуни         |                  |                                                                              | [ 48 ]        |
| «Через річеньку»                     |                                   |                  | Г. Ширма, 1928                                                               | [ 48 ]        |
| «Чиї бджоли у городі»                |                                   |                  | Г. Цітович                                                                   | [ 49 ]        |
| «Як піду я, куди давно ходила»       |                                   |                  | Г. Цітович                                                                   | [ 50 ]        |
| «Зеленеє жито, зелене»               |                                   |                  | «Вянок беларускіх песень»                                                    | [ 7 ]         |
| «Коло млина, коло млина»             |                                   |                  | «Вянок беларускіх песень»                                                    | [ 7 ]         |
| «Ти ж мене підманула»                |                                   |                  | «Вянок беларускіх песень»                                                    | [ 7 ]         |
| «І туди гора, і сюди гора»           |                                   |                  | «Вянок беларускіх песень»                                                    | [ 7 ]         |
| «Туман яром, туман долиною»          |                                   |                  | «Вянок беларускіх песень»                                                    | [ 7 ]         |
| «Чого вода каламутна»                |                                   |                  | «Вянок беларускіх песень»                                                    | [ 7 ]         |
| «Чом ти не прийшов»                  |                                   |                  | «Вянок беларускіх песень»                                                    | [ 7 ]         |
| «Цвіте терен, цвіте терен»           |                                   |                  | «Вянок беларускіх песень»                                                    | [ 7 ]         |
| «Ой у зелененькім садочку»           |                                   |                  | «Вянок беларускіх песень»                                                    | [ 7 ]         |
| «Ой за гаєм, гаєм, гаєм зелененьким» |                                   |                  | «Вянок беларускіх песень»                                                    | [ 7 ]         |
| «Ой у полі береза стояла»            |                                   |                  | «Вянок беларускіх песень»                                                    | [ 7 ]         |
| «Ой піду я лугом, лугом»             |                                   |                  | «Вянок беларускіх песень»                                                    | [ 7 ]         |
| «Як зірву я з рожі квітку»           |                                   |                  | Г. Цітович, «Анталогія беларускай народнай песні», «Вянок беларускіх песень» | [ 7 ]         |
| «Ой чия ж то нива»                   |                                   |                  | «Вянок беларускіх песень»                                                    | [ 7 ]         |
| «Ой за валом, за валом»              |                                   |                  | «Вянок беларускіх песень»                                                    | [ 7 ] [ 51 ]  |
| «Верба, верба»                       |                                   |                  | Г. Цітович, «Анталогія беларускай народнай песні»                            | [ 7 ]         |
| «Червона вишня»                      |                                   |                  | «Песні белорусского Полесья»                                                 | [ 7 ]         |

### Підляшшя
Список українських пісень Підляшшя, перекладених білоруською мовою:
- «Там за лісом-бором»
- «Положу я кладку вербову, вербову»
- «Ой там на гори, на білуй камениці»
- «Святий Юре-Ригоре»
- «Трава-мурава, чом ти не зелена?»
- «Там на вигони ходилі кони»
- «Там на майовуй росі»
- «Пливе човен, води повон, в хвилю хилився»
- «Ау сокола золоті пюра, а у павонькі коси»
- «Малая ночка купалночка»
- «Зажурилася бідная удівонька»
- «Послала мене мати»
- «Наша пані домує»
- «Пошлі девонські в ліс калиноньку ламати»
- «Там на облозі скакалі жаби»
- «Ой ясна-красна в лузі каліна»
- «А в пана Андріея»
- «Ой ще й по горам сніги й морози»
- «Не кажи нам, пані, довго стояті»
- «Васільова маті»